# Izmišljena država
Izmišljena država ali imaginarna ali domišljijska dežela ali fiktivna država ali pravljična dežela je izmišljija v obliki države, dežele ali naroda. Ne obstaja v resničnem svetu. Ljudje vanjo verjamejo brez dokazov. Običajno nastopa v mitih, filozofiji, književnosti, stripih, filmih in video igrah.
Izmišljene države so pogosto namenoma podobne ali celo zastopajo prave države sveta ali ponujajo utopijo v razmislek. Pisci lahko za potrebe svoje zgodbe ustvarijo izmišljeno različico določene države, na primer stereotipno »evropsko«, »bližnjevzhodno«, »azijsko« ali »latinskoameriško« državo. Včasih že ime države namiguje na resnično državo, ki jo ima avtor v mislih. Lahko si jo izmislijo znanstveniki za različna proučevanja vedenja ljudi. Lahko je tudi fiktivna dežela za potrebe kodirnih sistemov kot na primer Bookland - Evropski sistem enotnega kodiranja knjig ISBN. 
V sodobnem času so podjetniki izumili vsaj dve izmišljeni državi izključno z namenom goljufanja ljudi:  Dominion Melchizedek in  Kraljestvo Enenkio. Mnoge finančne prevare se odvijajo pod okriljem izmišljene države, ki prodaja potne liste, vzpostavlja izmišljene banke in podjetja, da bi bilo videti, kot da imajo popolno soglasje države za poslovanje.

## Zgodovinski primeri
Iz antike je najbolj znana Platonova država.
Po knjigi renesančnega humanista Thomasa More-a Utopija iz leta 1516 sta nastala splošna izraza:
- utopija za označevanje idealne skupnosti ali družbe, kjer so si ljudje med seboj enaki, med njimi veljajo idealni odnosi,..
- antiutopija za označevanje družbe, ki je nezaželena ali zastrašujoča. Antiutopijo zaznamuje dehumanizacija, totalitarizem, okoljske katastrofe...
Izmišljene države se pogosteje začno pojavljati v zgodnji znanstveni fantastiki v 19. stoletju. Takšne države naj bi zavzemale del običajne površine Zemlje, čeprav jih naj ne bi bilo v nobenem običajnem atlasu. Pozneje so se podobne zgodbe odvijale na izmišljenih planetih ali neopredeljenem vesolju.
Književni junak Guliver avtorja Jonathana Swifta je obiskal mnogo čudnih krajev. Edgar Rice Burroughs je uvrstil dogodivščine Tarzana v takrat Zahodu še neznane dele Afrike. Osamljeni otoki s čudnimi stvori so bili v času teh avtorjev zelo popularni. Ko so Evropejci raziskali večino Zemljine površine, je ta možnost izginila, in pisci so se obrnili na druge planete.

## Seznam izmišljenih držav
Nekaj najznamenitejših izmišljenih držav:
- Indija Koromandija
- Elbonija - iz stripa Dilbert
- Sildavija - izmišljena balkanska država iz zbirke Tintin in njegove pustolovščine, ki naj bi obsegala tudi ozemlje severne Slovenije okoli Celja
- Šajerska - iz knjige in filma Gospodar prstanov
- Zingara - iz filma Srečnež
- Galaktična republika - iz filma Vojna zvezd